# Pannónia-Ring
Pannónia-Ring – węgierski tor wyścigowy, znajdujący się w miejscowości Ostffyasszonyfa. Posiada homologację FIA.

## Dane toru
- długość: 4740 m
- liczba zakrętów: w prawo 11, w lewo 7
- długość prostej startowej: 700 m
- szerokość: 11–13 m
- powierzchnia padoku: 35 000 m²
- maksymalna prędkość: ok. 260 km/h dla Pro-Superbike

Tor jest zasadniczo torem zbudowanym do wyścigów motocyklowych (zamiast metalowych band w skrajniach toru – posiada liczne łapki żwirowe oraz rozległe pasy zieleni pozwalające na bezpieczne wyhamowanie ciała motocyklisty po upadku).
Tor posiada jednak również homologację FIA dla torowych wyścigów samochodowych.
Pewną raczej dość rzadko spotykaną cechą toru jest fakt, iż posiada on homologacje dwukierunkowe tzn. że wyścigi mogą się na nim odbywać zarówno zgodnie z kierunkiem ruchu wskazówek zegara jak i w kierunku przeciwnym.
Tor posiada również różne udogodnienia, takie jak pit lane z 35 stanowiskami, centrum medyczne, restauracja, lądowisko helikoptera, centrum szkoleniowe czy tor kartingowy (dł. 1071 m).